# Белынский сельсовет
Белынский сельсовет — муниципальное образование со статусом сельского поселения в Пачелмском районе Пензенской области Российской Федерации.
Административный центр — село Белынь.

## История
Статус и границы сельского поселения установлены Законом Пензенской области от 2 ноября 2004 года № 690-ЗПО «О границах муниципальных образований Пензенской области».

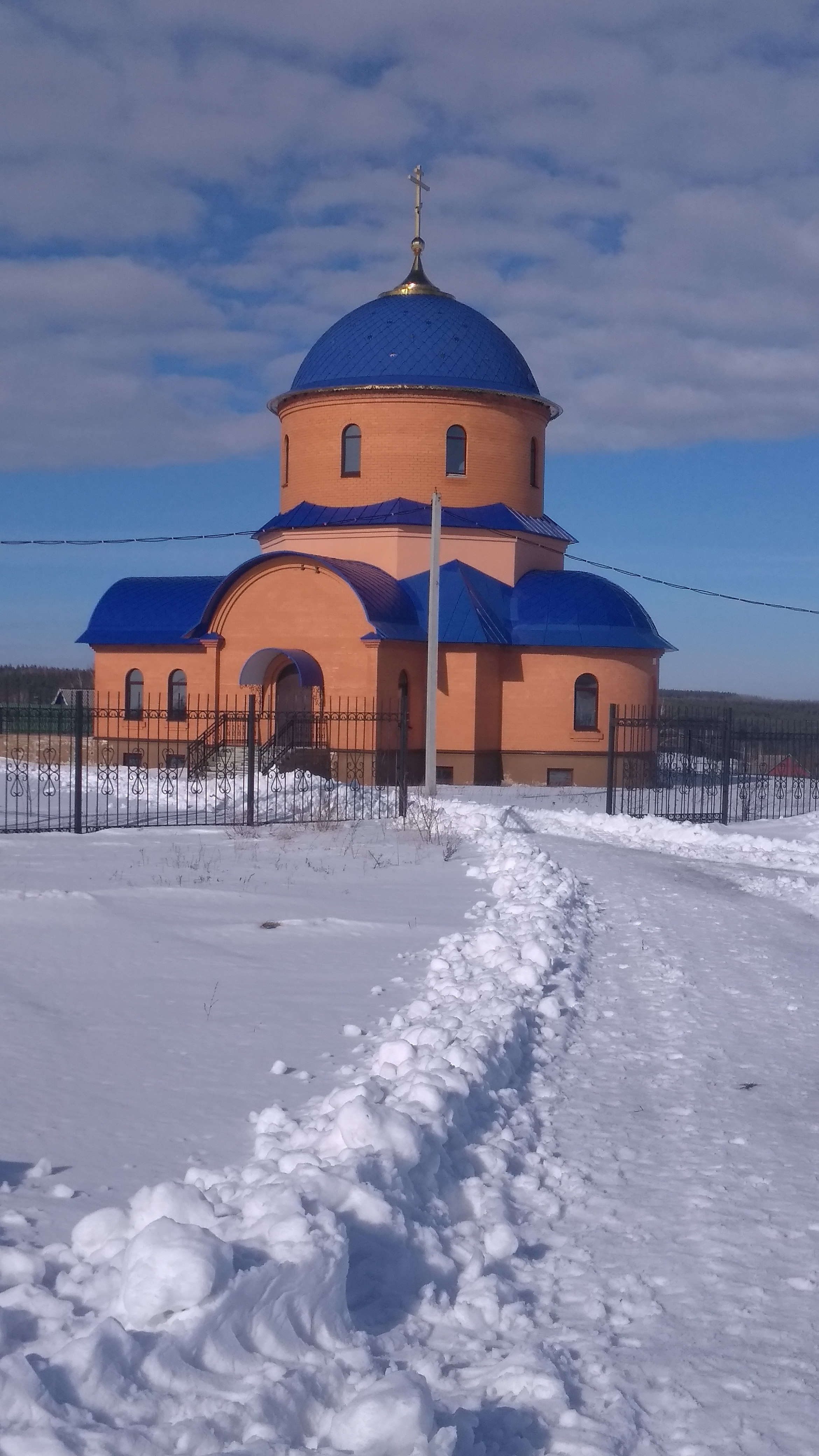
Храм Покрова Божией Матери в селе Белынь Пачелмского района

## Население
| 2002 | 2010 | 2012 | 2013 | 2014 | 2015 | 2016 |
| ---- | ---- | ---- | ---- | ---- | ---- | ---- |
| 899  | ↘609 | ↘584 | ↘560 | ↘540 | ↘515 | ↘508 |
| 2017 | 2018 | 2021 |      |      |      |      |
| ↘488 | ↘467 | ↘407 |      |      |      |      |

## Состав сельского поселения
| № | Населённый пункт | Тип населённого пункта       | Население |
| - | ---------------- | ---------------------------- | --------- |
| 1 | Белынь           | село, административный центр | ↘305      |
| 2 | Веденяпино       | разъезд                      | 7         |
| 3 | Веденяпино       | село                         | ↘99       |
| 4 | Ворона           | село                         | ↘124      |
| 5 | Выглядовка       | разъезд                      | 19        |
| 6 | Вязовый          | посёлок                      | 4         |
| 7 | Пустынь          | село                         | ↘51       |

Также на территории сельсовета находился посёлок Змеиногорский.